# Chrysis splendidula
Chrysis splendidula (лат.) — вид ос-блестянок рода Chrysis из подсемейства Chrysidinae.

## Распространение
Палеарктика. Европа, Центральная Африка, Урал и Дальний Восток России, Китай, Корея, Япония.

## Описание
Ярко-окрашенные металлически блестящие осы. Тело узкое, вытянутое. Длина 5—8 мм. Окраска похожа на Chrysis rutilans, поскольку голова, мезосома и третий тергит зелёные, синие или частично чёрные, тогда как тергиты Т1 и Т2 — золотисто-красные. По сравнению с C. rutilans тело более крепкое, а пунктировка Т2 более грубая. Тергит Т2 имеет отчетливый полированный продольный киль посередине, а его задний край узко приподнят. Чёрные пятна стернита S2 короче, а голова шире, чем у C. rutilans.
Клептопаразиты ос: Vespidae (Eumeninae): Eumenes coarctatus, Eumenes mediterraneus, Eumenes pomiformis, Gymnomerus laevipes, Symmorphus allobrogus, Symmorphus laevipes. Указание в литературе на Crabronidae (Trypoxylon figulus), Megachilidae (Osmia andrenoides) ненадёжно и требует подтверждения (вероятно относится к виду Chrysis rutilans, с которым их часто путали).
Посещают цветы Apiaceae, Asteraceae и Euphorbiaceae. Период лёта: июль — август. Среда обитания: песчаные участки с редкой растительностью, например, песчаные карьеры.